# 626 Notburga
626 Notburga è un asteroide della fascia principale del diametro medio di circa 100,73 km. Scoperto nel 1907, presenta un'orbita caratterizzata da un semiasse maggiore pari a 2,5741331 UA e da un'eccentricità di 0,2425175, inclinata di 25,34801° rispetto all'eclittica.
Il suo nome si riferisce alla santa Notburga di Eben.